# Linaeidea
Linaeidea es un género de insecto coleóptero de la familia Chrysomelidae.

## Especies
Las especies de este género son:
- Linaeidea basilewskyi Daccordi, 1980
- Linaeidea decellei Daccordi, 1980
- Linaeidea divarna Daccordi, 1984
- Linaeidea hiekei Daccordi, 1980
- Linaeidea jelineki Daccordi, 1980
- Linaeidea pacei Daccordi, 1980
- Linaeidea ruffoi Daccordi, 1980
- Linaeidea weisei Daccordi, 1980